# Durganda
Durganda is een geslacht van wantsen uit de familie van de Reduviidae (Roofwantsen). Het geslacht werd voor het eerst wetenschappelijk beschreven door Charles Jean-Baptiste Amyot & Jean Guillaume Audinet-Serville in 1843.

## Soorten
Het genus bevat de volgende soorten:

- Durganda athletula Breddin, 1913
- Durganda dubia Miller, 1948
- Durganda fulvescens Distant, 1904
- Durganda nigripes (Walker, 1873)
- Durganda pedestris Distant, 1919
- Durganda rubra Amyot & Serville, 1833
- Durganda signoreti Distant, 1880